# Saint-Paul-de-Varax

Saint-Paul-de-Varax este o comună în departamentul Ain din estul Franței.